# Hans Krüger
Hans Andreasen Krüger, född 6 april 1816 i Bevtoft socken i Slesvig, död 27 augusti 1881, var en slesvigsk patriot.

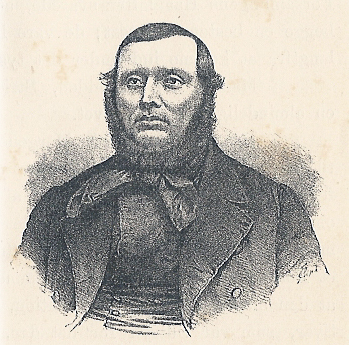
Hans Andersen Krüger

## Biografi
Krüger övertog 1841 sin fädernesgård och var 1845 en bland stiftarna av "Den Slesvigske Landboforening". År 1846 blev han representant i "Den Slesvigske Förening" (ett politiskt sällskap i norra Slesvig) och valdes 1847 till ständerdeputerad. Allmänt känd blev han dock först 18 mars 1848, då han vid de slesvigska och holsteinska ständermedlemmarnas gemensamma möte i Rendsburg, ensam mitt bland tyskar, på danska protesterade mot ett Schleswig-Holstein samt betonade, att det fanns ett danskt och dansksinnat Slesvig, som inte ville skiljas från Danmark och införlivas med Tyskland, utan tvärtom önskade en närmare förbindelse med Danmark.
Under kriget måste Krüger fly till konungariket och gjorde där 1848-49 den danska hären viktiga tjänster genom att ordna ett kunskaparsystem. I april 1851 blev han medlem av notabelförsamlingen i Flensburg och tillhörde 1853-63 de slesvigska ständerna, men deltog där i ringa grad. År 1856 invaldes Krüger i riksrådet, där han i mars 1862 framlade ett utkast till en ny gemensam författning för konungariket och Slesvig, noga överensstämmande med grundlagen av 1849. Carl Christian Halls ministär och riksrådets flertal avvisade förslaget med hån, men då Krüger 1863 framlade det på nytt, fick han löfte om novemberförfattningen. I mars 1864 valdes han till medlem av riksrådets landsting, men kriget hindrade honom från att inta plats där; han hölls i ett slags husarrest av tyskarna.
Efter Slesvigs skilsmässa från Danmark var Krüger nordslesvigarnas naturliga representant i den nordtyska och därefter i den tyska riksdagen (från februari 1867 ständigt återvald) samt valdes även gång på gång (från november 1867) till medlem av preussiska deputeradekammaren, men fick aldrig säte där, eftersom han vägrade avlägga ed på den preussiska författningen. I riksdagen påminde han med oförskräckthet och talang vid varje lämpligt tillfälle om Nordslesvigs ställning. Under fransk-tyska kriget 1870-71 fördes Krüger jämte flera andra nordslesvigare i fyra månader bort från hemmet till en fästning i Ostpreussen. Vid sidan av sin politiska verksamhet var Krüger en ivrig och skicklig lantbrukare.
Minnesstoder över honom restes 1882 i Skibelund nära Askov och 1884 i Ribe. I stadsdelen Nørrebro i Köpenhamn finns Krügersgade, vilken är uppkallad efter honom.

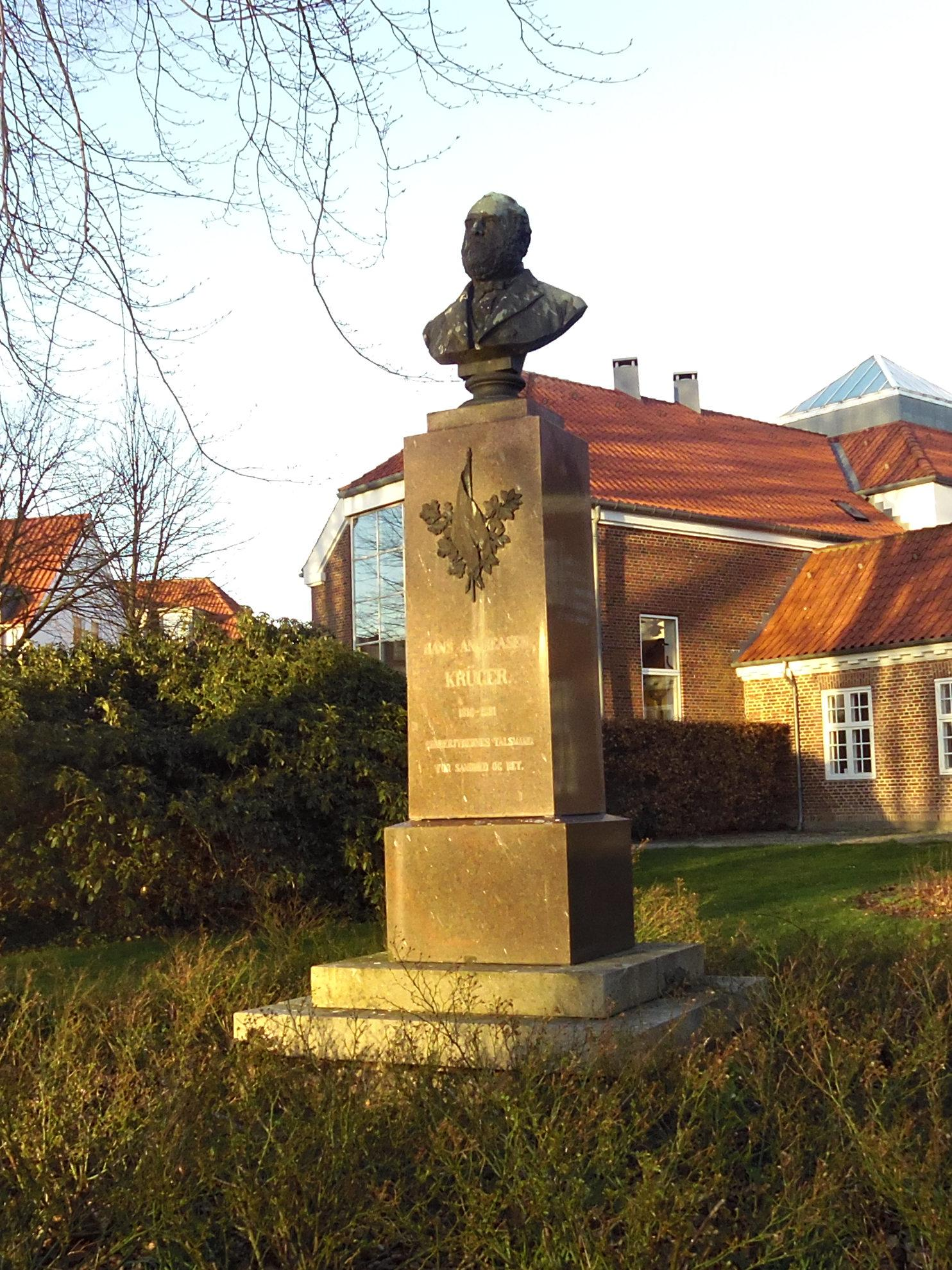
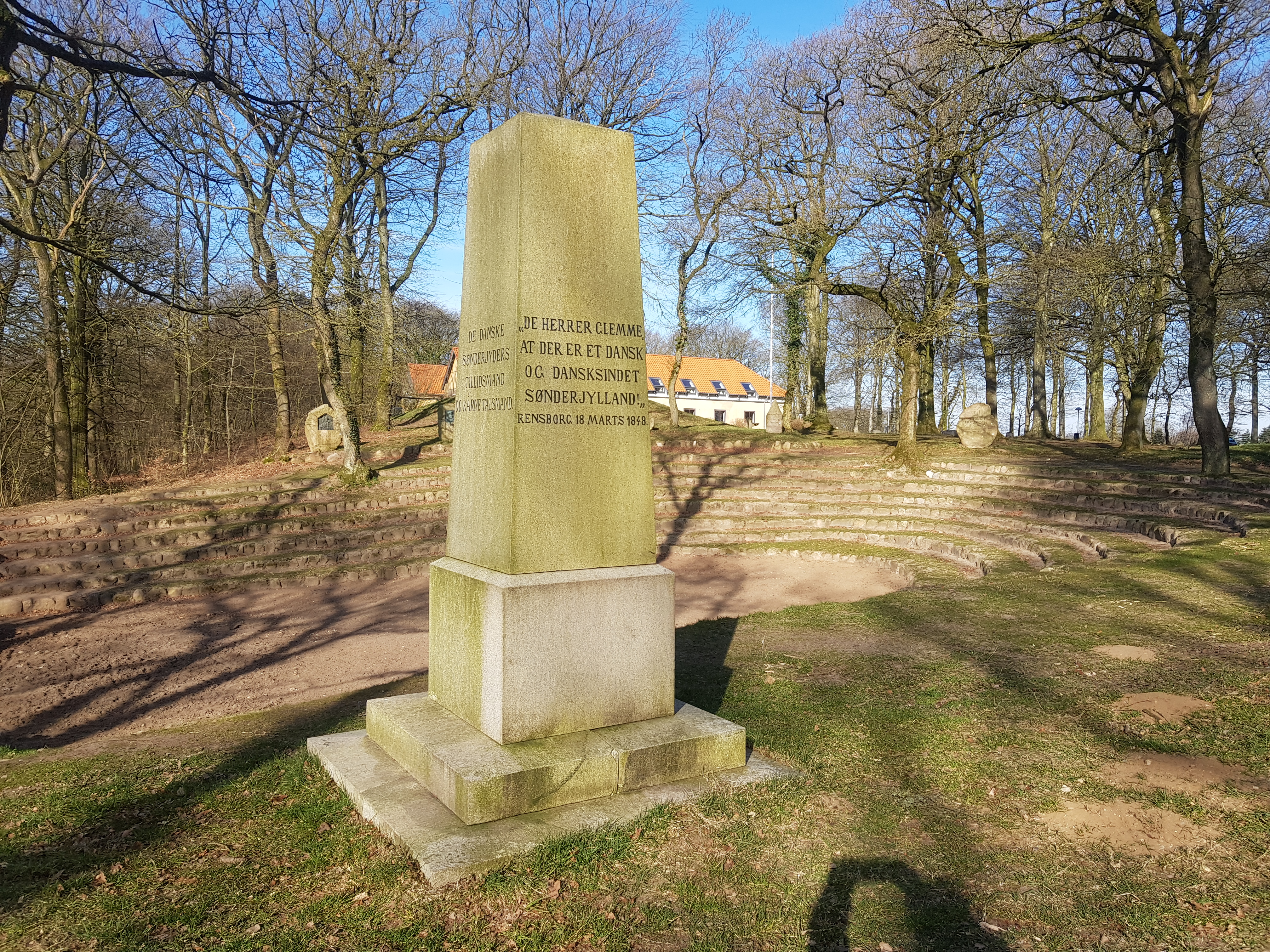
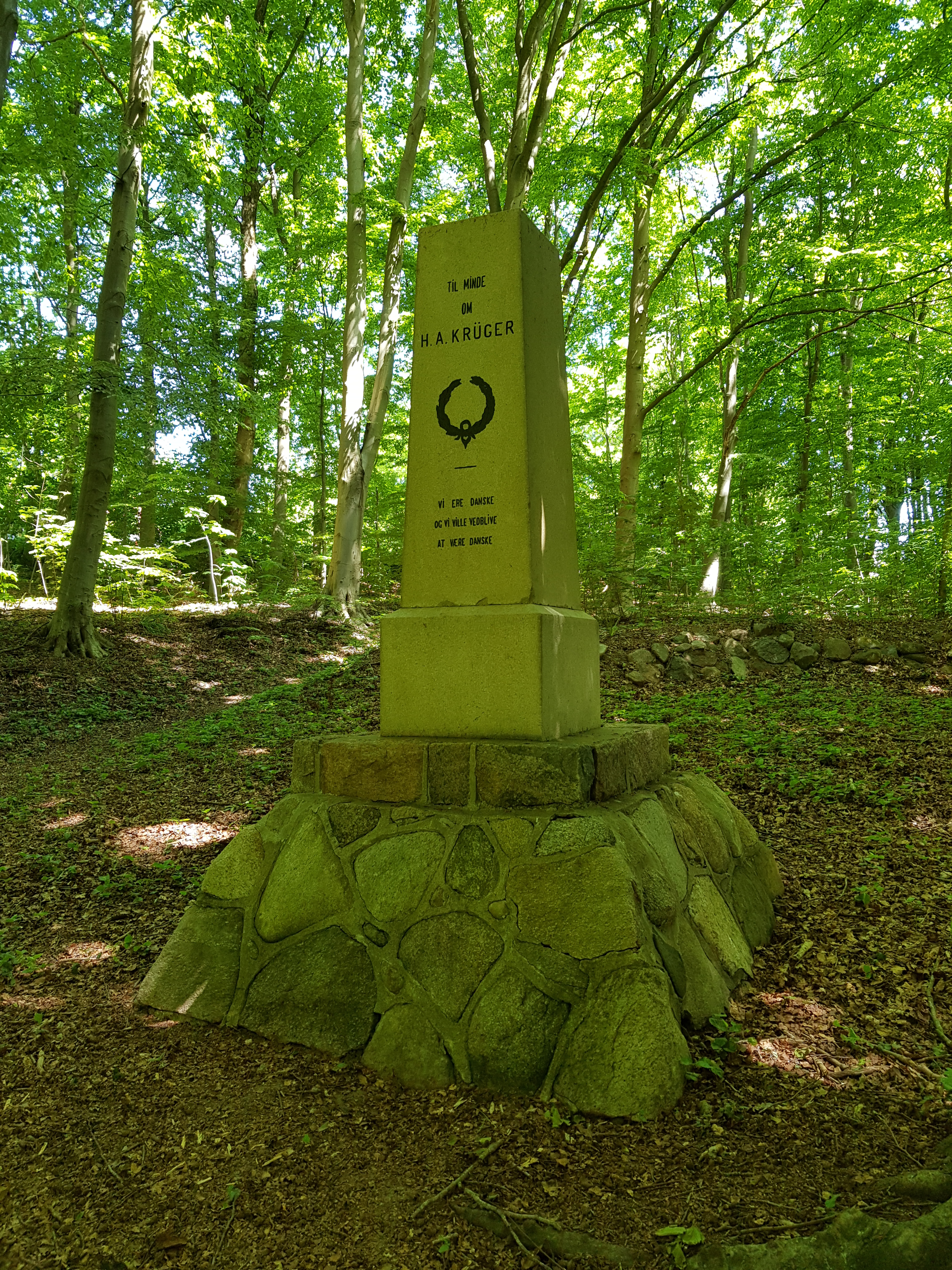
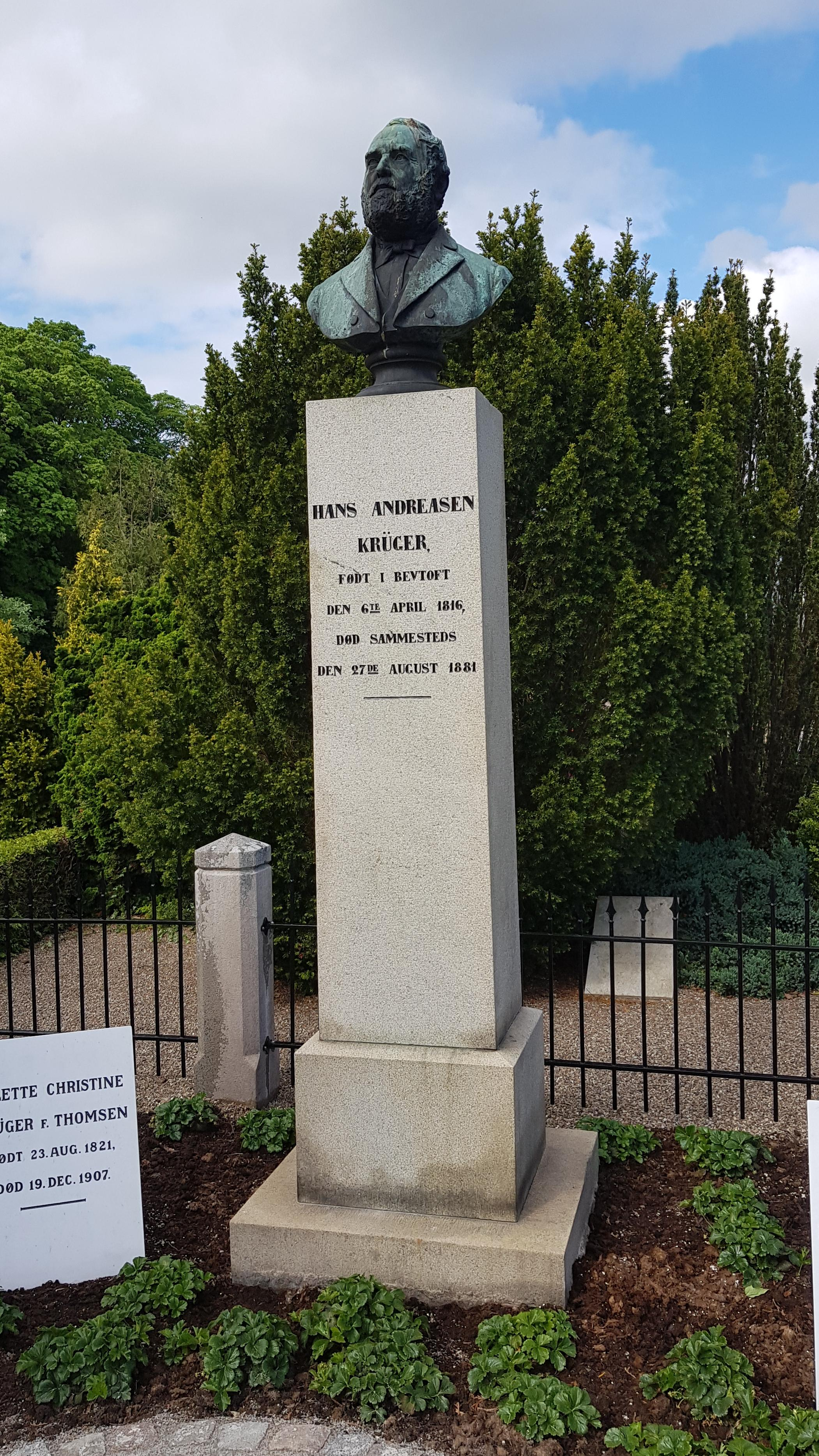